# Best of Biagio Antonacci 2001 2007
Best of Biagio Antonacci 2001 2007 è un album raccolta di Biagio Antonacci, pubblicato nel 2008.

## Tracce
1. Convivendo - 3:53
2. Sognami (con Dafnè Lupi) - 4:02
3. Pazzo di lei - 4:16
4. Ritorno ad amare - 4:01
5. Sappi amore mio - 3:48
6. Non ci facciamo compagnia - 4:10
7. Lascia stare - 4:22
8. Che differenza c'è - 3:53
9. L'impossibile - 4:03
10. Mio padre è un re - 4:02
11. Un cuore - 3:36
12. Passo da te - 4:15
13. Immagina - 3:32
14. Angela - 3:44
15. Vicky Love - 3:53
16. Oggi tocchi a me - 4.00
17. Solo due parole - 4:31
18. Coccinella - 5:57

## Classifiche

### Classifiche settimanali
| Classifica (2008) | Posizione massima |
| ----------------- | ----------------- |
| Italia            | 6                 |

### Classifiche di fine anno
| Classifica (2008) | Posizione |
| ----------------- | --------- |
| Italia            | 74        |